# Ľubica Čekovská
Ľubica Čekovská (Ľubica Salamon-Čekovská, Ľubica Malachovská-Čekovská, * 16. března 1975, Humenné) je slovenská skladatelka a klavíristka.

## Život a činnost
Ľubica Čekovská se narodila v Humenném do hudební rodiny. Její matka byla zpěvačka a akordeonistka a také její bratr Marián Čekovský je hudebník, zpěvák, skladatel, komik a moderátor.
Spolupracovala se swingovou skupinou trumpetisty Juraje Bartoše Bratislava Hot Serenaders. V roce 2010 zasedala 1. a 2. semifinálovém kole a ve finále Eurovision Song Contest, společně s Jánem Lehotským a Martinem Sarvašem v porotě.
Účinkovala v hudebně-zábavné talk show Všetko čo mám rád.
Čekovská má dvě děti, jedno z prvního manželství a jedno z druhého manželství s hercem Svätoplukem Malachovským. 

## Ocenění
- 1999 Elsie Owen Prize of the Royal Academy of Music
- 1999 Cuthberth Nunn Composition Prize of the Royal Academy of Music - dílo Fragment a Elegie op. 4
- 2000 Leverhulme Award
- 2000 Mosco Carner Award - dílo Turbulence
- 2004 Cena Jana Levoslava Bellu - dílo Klavírní koncert

## Diskografie, kompilace
- Works for Trumpet and Organ - Ján Vladimír Michalko a Juraj Bartoš - Diskant, CD
- 2001 Seven Through Five - Societa rigate -, CD
- 2005 Melos Ethos Ensemble - Hudební centrum HC, CD
- 2005 Passing Impressions - Hevhetia, CD
- 2006 Visions - Slovak Music for Cello and Accordion - Diskant, CD
- 2007 Cellomania - Pavlík Records, CD

## Další tvorba
- 2013 Soundtrack ke hře The Mandate
- Opera Dorian Gray (2013)

Celovečerné kinofilmy “Kruté radosti” dir. Juraj Nvota, “Rukojemník” dir J.Nvota, “Dubček” dir. L.Halama, či veľkovýpravná rozprávka “Zakliata Jaskyňa” dir M.C. Solcanska
- Hudba k seriálu Vlci
- Opera buffa Impresario Dotcom (2020)